# Type of Service
Type of Service – pole w nagłówku IPv4 opisujące ważność i wymagania pakietu. Według najnowszej definicji RFC, TOS składa się z sześciobitowego pola Differentiated Services Code Point oraz dwubitowego pola Explicit Congestion Notification. 
| 0               | 1               | 2               | 3 | 4 | 5 | 6        | 7        |
| --------------- | --------------- | --------------- | - | - | - | -------- | -------- |
| Bity początkowe | Bity początkowe | Bity początkowe | D | T | R | pole ECN | pole ECN |

## Historia
Bajt TOS przez lata miał wiele różnych zastosowań, został zdefiniowany w różny sposób przez 5 różnych dokumentów RFC (RFC 791 ↓, RFC 1122 ↓, RFC 1349 ↓, RFC 2474 ↓, oraz RFC 3168 ↓.) Cała historia bajtu TOS jest opisana w 22. sekcji dokumentu RFC 3168 ↓.

## Typy usług
8 bitów w nagłówku IP jest zarezerwowanych dla TOS. Mogą one zostać podzielone na 5 podpól:
3 najstarsze bity zawierają wartości od 0 do 7 i używane są do oznaczania ważności datagramu. Domyślną wartością jest 0 (im wartość wyższa tym datagram ważniejszy).
Bity 3 4 5 opisują co następuje:
- D: wymagane jest małe opóźnienie
- T: wymagana jest duża przepustowość
- R: wymagana jest duża niezawodność

Najmłodsze dwa bity zarezerwowane są na pole ECN.
Router utrzymuje wartość TOS dla każdej trasy w swojej tablicy routingu. Trasy wyuczone poprzez protokoły nieobsługujące TOS otrzymują domyślną wartość 0. Routery używają TOS do wybierania trasy dla pakietu.
Proces wyboru trasy dla pakietu z określonym TOS:
1. Router znajduje w swojej tablicy routingu wszystkie dostępne trasy do celu.
2. Jeżeli żadna trasa do celu nie istnieje, router odrzuca pakiet z powodu nieosiągalności celu.
3. Jeżeli istnieje jedna lub więcej tras z TOS pasującym do pakietu, router wybiera tę o najlepszej metryce.
4. Jeżeli znalezienie trasy o podanym TOS nie powiedzie się, router powtarza krok i ustawia wymagany TOS na 0.
5. Jeżeli router nie znajdzie trasy, odrzuca pakiet z powodu nieosiągalności celu. Router zwraca wtedy błąd ICMP Cel Nieosiągalny (Destination Unreachable) oraz precyzuje kod: Sieć Nieosiągalna z Typem Usługi (kod 11) (Network Unreachable with Type of Service (code 11)) lub Host Nieosiągalny z Typem Usługi (kod 12) (Host Unreachable with Type of Service (code 12)).

## Literatura
- P. Almquist, Type of Service in the Internet Protocol Suite, RFC 1349, IETF, lipiec 1992, DOI: 10.17487/RFC1349, ISSN 2070-1721, OCLC 943595667 (ang.).
- “Deploying IP and MPLS QoS for Multiservice Networks: Theory and Practice” by John Evans, Clarence Filsfils (Morgan Kaufmann, 2007, ISBN 978-0123705495)